# روائع نهج‌البلاغه
روائع نهج البلاغه عنوان کتابی است نوشته جرج سمعان جرداق نویسنده و شاعر لبنانی پیرامون سخنان امام اول شیعیان در نهج البلاغه.
این اثر تا کنون دو بار به فارسی ترجمه شده‌است. یک بار با عنوان «شگفتی های نهج البلاغه» به قلم فخرالدین حجازی، و بار دیگر بنام «بخشی از زیبایی های نهج البلاغه» توسط محمد رضا انصاری.